# Ptychomitrium africanum
Ptychomitrium africanum là một loài rêu trong họ Ptychomitriaceae. Loài này được (Dixon) S.P. Churchill mô tả khoa học đầu tiên năm 1981.